# Almost In Love (canción)
Almost in Love ("Casi enamorados") es una canción del género  bossa nova compuesta por Luiz Bonfá y Randy Starr, grabada por Elvis Presley como parte de la banda sonora de su película de 1968 "Live a little, love a little" ("Vive un poco, ama un poco"). Luiz Bonfa había lanzado previamente una versión instrumental de esta melodía en 1966, titulada «Moonlight in Rio" . La versión de Elvis ingresó en la lista de Billboard Hot 100 en el puesto # 95. 

## Grabación y ediciones
Elvis grabó la canción en los estudios Western Recorders de Los Ángeles, California, durante las sesiones de grabación de los de los días 7 y 11 de marzo de 1968 contando Presley con un quipo de músicos totalmente novedosos. El día 7 de marzo se registró la música del tema y el 11 Elvis puso la voz realizando varias tomas de las cuales se extrajo la # 3 para la voz y la # 4 para la parte instrumental con la cual confeccionar el máster. 
Meses más tarde en septiembre de 1968 RCA editó "Almost In Love"  como sencillo con la canción " A Little Less Conversation " en el otro lado.  Esta última se convertiría en un gran éxito de Presley. Su primer lanzamiento en LP fue como canción principal del álbum económico de Presley Almost in Love en noviembre de 1970. 
El 1 de diciembre de 1970, el sencillo "Almost in Love" / A Little Less Conversation" fue relanzado como parte de la serie Gold Standard de RCA Victor (junto con otros nueve sencillos de Presley). 

## Músicos
- Elvis Presley - voz
- Joseph Gibbons, Neil Levang, Charles Britz, Alvin Casey - guitarras
- Larry Knetchal, Charles Berghofer - bajo
- Hal Blaine - batería
- Gary Coleman - percusión
- Don Randy - piano
- B. J. Baker, Sally Stevens, Bob Tebow, John Bahler - coros [3]

## Letra
La letra rica en metáforas ahonda en la descripción romántica que hace el protagonista frente a su interés amoroso, al cual le refiere que sus labios han sido hechos para ser besados, que está casi enamorado bajo el hechizo del anochecer y que para qué esperar al mañana si el cielo está cerca esa misma noche, en alusión a que estar junto a ella es como alcanzar ahí mismo un lugar paradisíaco. 

It may be just the spell of evening                  Puede que sea solamente el hechizo del anochecer
I long to hold you tight                             Yo anhelo abrazarte estrechamente
Heaven is near, why think of tomorrow                El cielo está cerca, por qué pensar en el mañana
I'm almost in love tonight                           Yo estoy casi enamorado esta noche